# مارتین کوون
مارتین کوون (به انگلیسی: Martin Keown) زادهٔ ۲۴ ژوئیه ۱۹۶۶ بازیکن فوتبال اهل انگلستان بود که سابقهٔ بازی در تیم ملی فوتبال انگلستان را در کارنامهٔ خود دارد. وی در تاریخ ۱۹ فوریه ۱۹۹۲ نخستین بازی ملی خود را در مقابل تیم ملی فوتبال فرانسه انجام داد و با حضور در ۴۳ بازی ملی، در تاریخ ۲۶ مه ۲۰۰۲ واپسین بازی ملی‌اش را در برابر تیم ملی فوتبال کامرون برگزار کرد.
این بازیکن توانسته در بازی‌های ملی، ۲ گل به ثمر برساند.